# Alt Camp
Alt Camp (spanyolul: Alto Campo) egy járás (comarca) Tarragona tartományban, Katalóniában. Egyike annak a három járásnak, amire a történelmi Camp de Tarragona tartomány fel lett osztva 1936-ban. Alt Camp Conca de Barberà, Anoia, Alt Penedès, Baix Penedès, Tarragonès és Baix Camp járásokkal határos.

## Települések
A község utáni szám a népességet mutatja. Az adatok 2001 szerintiek.
- Aiguamúrcia – 648
- Alcover – 3966
- Alió – 375
- Bràfim – 581
- Cabra del Camp – 682
- Figuerola del Camp – 287
- Els Garidells – 175
- La Masó – 280
- El Milà – 162
- Mont-ral – 154
- Montferri – 159
- Nulles – 359
- El Pla de Santa Maria – 1669
- El Pont d’Armentera – 527
- Puigpelat – 634
- Querol – 320
- La Riba – 681
- Rodonyà – 443
- El Rourell – 256
- Vallmoll – 1292
- Valls – 20 232
- Vila-rodona – 1001
- Vilabella – 787

## Népesség
A járás népessége az elmúlt időszakban az alábbi módon változott:
| Lakosok száma | 34 546 | 35 443 | 37 744 | 40 017 | 44 178 | 45 326 | 44 771 | 44 306 | 44 065 | 46 338 |
|               | 1998   | 2000   | 2003   | 2005   | 2008   | 2010   | 2013   | 2015   | 2018   | 2024   |